# Ourcq
Ourcq je řeka ve Francii v Pařížské pánvi. Přes vodní kanály je spojena s řekou Seinou.

## Průběh toku
Řeka pramení u obce Courmont v departementu Aisne, v regionu Hauts-de-France, protéká departementem Oise a po téměř 87 km tvoří u obce Mary-sur-Marne v departementu Seine-et-Marne pravobřežní přítok řeky Marny. Řeka protéká přes tři departementy (Aisne, Oise a Mary-sur-Marne) a 36 obcí.

## Využití
Většina její vody je odváděna vodním kanálem Ourcq o délce 96,6 km až do Paříže, kde je přes další kanály propojena se Seinou. Kanály byly postaveny v 19. století jako přívod pitné vody do Paříže a zároveň pro využití vodní dopravou.